# Lê Sát
Lê Sát (chữ Hán: 黎察, ? – 1437) là chính khách, nhà quân sự, thừa tướng Đại Việt thời Lê sơ. Ông là người làng Bỉ Ngũ, thuộc Lam Sơn, huyện Thọ Xuân, Thanh Hóa, Việt Nam, và là một trong những công thần khai quốc của hoàng triều Lê.
Lê Sát được Đại Việt thông sử mô tả là trí dũng hơn người. Thời kỳ nước Việt bị đế quốc Minh-Trung Quốc đô hộ, năm 1418 Bình Định vương Lê Lợi nổi quân ở Lam Sơn. Lê Sát theo Lê Lợi trải bao gian hiểm, nhiều lần thắng quân Minh trên các chiến trường Thanh Hóa, Nghệ An và Đông Đô điển hình như trận Quan Du (1420), trận Khả Lưu (1424), trận vây hãm Tây Đô (1425), trận vây hãm Đông Quan (1427) và trận công phá thành Xương Giang. Cuối năm 1427, Lê Lợi phong ông làm Tư mã. Sau nhiều thất bại ở Đông Đô và Xương Giang, Minh Tuyên Tông sai Tổng binh An Viễn hầu Liễu Thăng, Phó Tổng binh Bảo Định bá Lương Minh, Đô đốc Thôi Tụ và Tham tán quân sự Binh bộ thượng thư Lý Khánh đem 10 vạn viện binh theo đường Quảng Tây sang Đại Việt. Tư mã Lê Sát cùng Tư không Lê Nhân Chú đem quân chặn đánh ở ải Chi Lăng, tiến hành mai phục, tiêu diệt Liễu Thăng cùng 1 vạn quân vào ngày 20 tháng 9 âm lịch năm 1427. Quân Minh gắng gượng tiến vào Xương Giang; Lê Sát cùng Lê Nhân Chú, Lê Lý, Lê Văn An, Lê Vấn, Lê Khôi liên tục đánh bại, giết Lương Minh, Lý Khánh, bắt Thôi Tụ và tiêu diệt toàn bộ viên binh Minh gần Xương Giang. Bị cô lập trong thành Đông Quan, tổng binh Thành Sơn hầu Vương Thông phải mở hội thề rút quân về nước.
Năm 1428, Lê Lợi lên ngôi Hoàng đế tức Lê Thái Tổ, phong thưởng cho các công thần. Lê Sát được ban hiệu Suy trung Tán trị Hiệp trung mưu quốc công thần Nhập nội kiểm hiệu Tư khấu bình chương quân quốc trọng sự. Năm 1429, tên ông đứng thứ nhì, phong Huyện thượng hầu. Năm 1433, Lê Thái Tổ phong ông làm Đại tư đồ, nhận cố mệnh giúp thái tử Lê Nguyên Long. Năm 1435, thái tử lên ngôi Hoàng đế (Lê Thái Tông), phong ông làm thủ tướng. Lê Sát hăng hái giúp vua sửa sang chính sự, năng can gián nhưng ông không hiểu đại thể, làm theo ý riêng, nóng nảy, lại sử dụng hình luật rất nghiêm khắc tàn bạo. Lê Thái Tông bên ngoài tỏ vẻ bao dung, trong lòng ghét bỏ. Năm 1437, Lê Sát bị bãi chức, sau bắt tự tử tại nhà, vợ con gia sản đều bị tịch thu.

## Tham gia Khởi nghĩa Lam Sơn

### Tham gia khởi nghĩa và chiến công ở Lỗi Giang
Trong bộ Đại Việt thông sử soạn vào thời Lê trung hưng, sử thần Đại Việt Lê Quý Đôn viết tiểu sử Lê Sát không ghi ông sinh năm nào, chỉ biết ông "trí dũng hơn người". Năm 1407, vua Trung Quốc Minh Thành Tổ sai Tân Thành hầu Trương Phụ, Tây Bình hầu Mộc Thạnh đem 80 vạn quân đánh nước Việt (bấy giờ tên là Đại Ngu). Nhà Hồ chống cự thất bại, nước Việt bị sáp nhập vào Trung Quốc. Mùa xuân năm Mậu Tuất 1418, Lê Lợi xưng Bình Định vương khởi binh ở Lam Sơn, Lê Sát tham gia khởi nghĩa từ đầu, theo Lê Lợi trải bao gian hiểm.
Tháng 10 âm lịch năm 1420, nghĩa quân Lam Sơn đánh bại 10 vạn quân Minh do Tổng binh Phong Thành hầu Lý Bân, Đô đốc Đồng tri Phương Chính chỉ huy ở Thi Lang. Lý Bân, Phương Chính chỉ chạy thoát được thân mình. Tháng 12 âm lịch năm 1420, Lê Lợi tiến quân đóng ở sách Ba Lẫm, thuộc huyện Lỗi Giang, khiêu khích cho quân Minh ra đánh. Tướng Minh là Đô ty Tạ Phương, Hoành Thành bỏ đồn Nga Lạc, về giữ trại Quan Du để phòng bị cho thành Tây Đô, cố giữ không ra đánh. Lê Lợi ngày đêm dùng nhiều cách tiến công uy hiếp để quân Minh mỏi mệt, rối loạn. Lại sai Lê Sát, Lê Hào chia nhau tiến đánh, cả phá bọn giặc, chém được hơn nghìn thủ cấp, thu được rất nhiều chiến cụ, từ đó thế giặc ngày một suy. Lê Lợi bèn chiêu tập nhân dân các xứ. Các huyện bên cạnh đều sôi nổi hưởng ứng, cùnh nhau tiến đánh và uy hiếp các đồn do quân Minh chiếm giữ.

### Trận đánh ở ải Khả Lưu
Tháng 11 âm lịch năm 1424, Lê Lợi đánh châu Trà Lân, bắt được Tri phủ Nghệ An Cầm Bành. Tháng 12 âm lịch, Lê Lợi chuẩn bị tiến quân ra vây thành Nghệ An, thì được tin Tổng binh Vĩnh Xương bá Trần Trí, Nội quan Sơn Thọ đem quân Minh đến. Lê Lợi sai Đinh Liệt đi đường tắt giữ thế tranh tiên, giữ huyện Đỗ Gia, bản thân tự cầm đại quân giữ nơi hiểm yếu.
Ba, bốn hôm sau, quân Lam Sơn đánh bại quân Minh ở cửa Khả Lưu. Quân Minh chạy vào núi, đắp lũy, cố thủ không ra đánh. Lê Lợi đốt doanh trại cũ, tiến quân ngược dòng sông, giả trốn đi, rồi quay lại theo đường tắt, ngầm đợi quân Minh đến. Quân Minh không nghi ngờ gì, đem quân đến đóng ở doanh trại cũ của nghĩa quân, Lê Lợi cho quân tinh nhuệ khiêu chiến, quân Minh đem quân ra đánh. Lê Lợi tung phục binh ra đánh, các tướng Lê Sát, Lê Lễ, Lê Vấn, Lê Nhân Chú, Lê Ngân, Lê Chiến, Lê Tông Kiều, Lê Khôi, Lê Bôi, Lê Văn An làm tướng tiên phong, tranh nhau giá trận, quân Minh tan vỡ, Đô đốc Chu Kiệt bị bắt sống, đô ty Hoàng Thành bị chém, bắt sống hàng nghìn người, vật tư, khí giới, thuyền bè không sao kể xiết.
Lê Lợi thừa thắng đuổi tới 3 ngày, tới tận thành Nghệ An, quân Minh rút vào thành cố thủ. Sách Đại Việt thông sử chép rằng: "Từ đó thế quân lừng lẫy".

### Vây thành Tây Đô
Năm 1425, nghĩa quân vây thành Nghệ An. Quân Minh tập trung cứu thành Nghệ An. Bình Định vương Lê Lợi cho rằng các thành Tây Đô (nay ở vào khoảng giữa hai xã Vĩnh Tiến và Vĩnh Long, huyện Vĩnh Lộc, tỉnh Thanh Hóa) đã suy yếu, liền sai chọn 2000 quân tinh nhuệ, 2 thớt voi, giao cho các tướng Lê Lễ, Lê Sát, Lê Nhân Chú và Lê Triện, Lê Bị đi gấp theo đường đất đánh úp thành Tây Đô, chém được hơn 500 thủ cấp, bắt sống được rất nhiều. Bấy giờ người Thanh Hóa tranh nhau đến cửa quân xin liều chết đánh giặc. Lê Lợi sai quân vây thành Tây Đô.

### Trận Chi Lăng – Xương Giang
Tháng 8 âm lịch năm 1426, Lê Lợi sai 3 cánh quân tiến ra Bắc, cánh quân do Lý Triện, Đỗ Bí và Đinh Lễ, Nguyễn Xí chỉ huy đánh bại 10 vạn quân của tổng binh Thành Sơn hầu Vương Thông ở trận Tốt Động, Chúc Động. Lê Lợi kéo quân từ Lũng Giang ra hội quân đóng ở Tây Phù Liệt, rồi chuyển tới Đông Phù Liệt. Vương Thông bị bao vây, định giảng hòa với nghĩa quân, nhưng nghe lời đô ty Trần Phong, tham chính Lương Nhữ Hốt, đô chỉ huy Trần An Vinh mà đổi ý.
Lê Lợi bèn sai các tướng chia quân đi đánh các thành: Lê Quốc Hưng đánh hai thành Điêu Diêu, và Thị Cầu; Lê Khả và Lê Khuyển đánh thành Tam Giang; Lê Sát, Lê Thụ, Lê Lý, Lê Lãnh và Lê Triện đánh thành Xương Giang; Lê Lựu và Lê Bôi đánh thành Khâu Ôn.
Năm 1427, nghĩa quân bao vây Vương Thông ở thành Đông Quan. Quân Minh ở Nghệ An, Điêu Diêu đầu hàng, quân Minh bị đánh gấp bỏ thành Khâu Ôn, thành Xương Giang chưa bị phá. Hai tướng vây cửa Nam thành Đông Quan là Đinh Lễ và Lý Triện bị tử trận khi Vương Thông đánh úp ra, Lê Sát, Nguyễn Lý, Trịnh Lỗi, Nguyễn Chích được điều về vây mặt nam Đông Quan.
Tháng 6 âm lịch năm 1427, Lê Sát được thăng làm Tư mã, Lê Lợi sai ông cùng Thái úy Trần Nguyên Hãn đánh gấp thành Xương Giang. Trần Nguyên Hãn cùng Lê Sát sai đào địa đạo đi ngầm vào thành, lại huy động quân dùng câu liêm, giáo dài, nỏ cứng, tên lửa, súng lửa từ 4 mặt ập vào thành. Tháng 9 âm lịch, thành Xương Giang thất thủ, các tướng Minh Kim Dận và Lý Nhậm đều tự sát, Vương Thông phải viết 2 bài văn tế. Lê Sát, Trần Nguyên Hãn đem đàn bà con gái và ngọc lụa thu được trong thành chia hết cho quân sĩ.
Vương Thông bị vây cùng quẫn trong thành Đông Quan, bèn gửi thư về Yên Kinh xin tiếp viện. Tháng 9 năm 1427, Minh Tuyên Tông sai Thái tử thái bảo An Viễn hầu Liễu Thăng làm Tổng binh, cùng Tả Phó Tổng binh Bảo Định bá Lương Minh, Hữu Phó Tổng binh Đô đốc Thôi Tụ, Tham tán quân vụ Binh bộ thượng thư Lý Khánh và Công bộ thượng thư Hoàng Phúc mang 10 vạn quân, 2 vạn ngựa đi đường Quảng Tây; Thái phó Kiềm quốc công Mộc Thạnh cùng Tả Phó tổng binh Hưng An bá Từ Hanh, Hữu Phó tổng binh Tân Ninh bá Đàm Trung mang 5 vạn quân, 1 vạn ngựa đi đường Vân Nam sang cứu Vương Thông. Đường Liễu Thăng đi dự tính từ Lạng Sơn, qua Xương Giang để vào Đông Quan. Lê Lợi sai Lê Sát cùng Lê Nhân Chú, Lê Lãnh, Lê Liệt, Lê Thụ mang 1 vạn quân và 5 thớt voi lên đón đảnh ở ải Chi Lăng. Đây là ải hiểm trở nhất trên con đường từ địa đầu Pha Lũy đến Đông Quan, cách Pha Lũy khoảng 60 km, thuộc xã Chi Lăng, tỉnh Lạng Sơn ngày nay. Chiến dịch Chi Lăng – Xương Giang mở màn.
Lê Sát, Lê Nhân Chú đặt phục binh ở Chi Lăng rồi sai tướng giữ ải Pha Lũy là Trần Lựu mang quân ra đánh nhử, giả thua, trước tiên bỏ ải Pha Lũy về ải Lưu. Liễu Thăng nhanh chóng chiếm ải Lưu, Trần Lựu lại lui về ải Chi Lăng. Theo bộ sử biên niên nhà Minh, Hoàng Minh thực lục, quân Minh liên tiếp phá được trại quân Lam Sơn, dễ dàng như đi vào chỗ không người. Liễu Thăng tỏ ra khinh địch; Lý Khánh cố khuyên nhủ Thăng đề phòng phục binh nhưng Thăng bỏ ngoài tai. Ngày 20 tháng 9 âm lịch năm 1427, hai bên lại đụng nhau ở Chi Lăng, Trần Lựu lại thua chạy. Liễu Thăng hăng hái dẫn quân tiến lên trước. Đến eo núi Mã Yên, Lê Sát và Lưu Nhân Chú tung quân mai phục 4 phía đổ ra đánh, tiêu diệt hơn 1 vạn quân Minh bỏ mạng Liễu Thăng sa xuống vũng lầy, bị đâm chết bằng giáo.
Ngày 25 tháng 9 âm lịch, Lê Lợi sai Lê Văn An và Lê Lý mang quân lên tiếp viện cho Lê Sát, Lê Nhân Chú ở núi Mã Yên. Lê Sát cùng các tướng lại xung trận, đánh thắng quân Minh, giết được Bảo Định bá Lương Minh. Hôm sau, Lý Khánh cũng chết. Thôi Tụ và Hoàng Phúc lên nắm quyền chỉ huy. Quân Minh tuy thua nhưng còn đông và mạnh, Lê Sát chủ trương vây đánh, chặn giữ các đồn ải quanh vùng Chi Lăng và chặn đường về, chỉ để ngỏ đường đến Xương Giang. Thôi Tụ dự tính vào thành Xương Giang làm nơi trú quân để phối hợp với Vương Thông, nhưng khi tiến đến Xương Giang mới biết là thành đã bị quân Lam Sơn hạ. Thôi Tụ phải đóng quân ngoài cánh đồng Xương Giang.
Thôi Tụ và Hoàng Phúc tiến lui đều không xong, bèn giả vờ xin hòa, mặt khác tìm cách chạy vào thành Chí Linh. Biết được kế này, Lê Lợi điều Trần Nguyễn Hãn đem quân đánh úp chặn đường vận chuyển lương thực của địch; Lê Vấn và Lê Khôi mang 3 nghìn quân Thiết đột, 4 thớt voi lên tiếp viện cho Lê Sát, Lê Nhân Chú, Lê Lý, Lê Văn An vây chặt quân Minh. Tháng 10 âm lịch năm 1427, quân Lam Sơn tổng tấn công, thắng quân Minh một trận lớn, tiêu diệt 5 vạn quân Minh, bắt sống Thôi Tụ, Hoàng Phúc cùng hơn 3 vạn quân. Lê Sát được tính có công đầu trong trận này.
Cùng lúc đó, các tướng Lê Khả, Phạm Văn Xảo giữ ải Lê Hoa, đánh tan 5 vạn quân Minh của Mộc Thạnh, Từ Hanh và Đàm Trung ở Lãnh Câu, Đan Xá (Lê Khả sau là người có hiềm khích với Lê Sát). Vương Thông ở Đông Quan thấy viện binh bị phá cũng đành xin giảng hòa và rút về nước.
Viết về chiến dịch này, sử quan Lê Quý Đôn thời Lê trung hưng cho rằng "công ông đứng đầu các tướng".

### Phong thưởng
Năm 1428, đất nước thái bình, Lê Lợi lên ngôi Hoàng đế, tức Lê Thái Tổ, lấy niên hiệu Thuận Thiên, định đô ở Đông Kinh, khôi phục nước Đại Việt. Lê Sát được ban hiệu Suy trung Tán trị Hiệp trung mưu quốc công thần. Nhập nội Kiểm hiệu Tư khấu Bình chương quân quốc trọng sự (tể tướng).
Ngày 3 tháng 5 âm lịch năm 1429, Lê Thái Tổ ban biển ngạch công thần cho 93 viên, Lê Sát được phong Huyện thượng hầu, công hàng thứ nhất.

## Tham dự triều chính

### Triều vua Lê Thái Tổ
Năm 1429, niên hiệu Thuận Thiên thứ 2, Lê Thái Tổ sai Lê Sát cùng 6 vị đại thần mang kim sách lập con trưởng là Lê Tư Tề làm Quốc vương, giúp trông coi việc nước, và Lê Nguyên Long là Hoàng thái tử. 
Ngày mồng 7, sai Nhập nội kiểm hiệu bình chương sự Lê Vấn, Nhập nội đại tư mã Lê Ngân,Nhập nội thiếu phó Lê Văn Linh mang kim sách lập Hữu tướng quốc Khai quân công Tư Tề làm Quốc vương, giúp coi việc nước. Sai Nhập nội tư khấu Lê Sát, Tư không Lê Nhân Chú, Nhập nội tư mã Lê Lý, Nhập nội thiếu úy Lê Quốc Hưng mang kim sách lập Lương quận công Nguyên Long làm Hoàng thái tử.
Lê Sát được sự tín nhiệm của Lê Thái Tổ trong việc ủy thác phò trợ con nhỏ là thái tử Lê Nguyên Long mới lên 10 tuổi. Năm 1433, ông được Lê Thái Tổ gia phong làm Dương Vũ tĩnh nạn công thần, thăng làm Đại tư đồ.

### Triều vua Lê Thái Tông
Tháng 8 nhuận âm lịch năm 1433, Lê Thái Tổ mất, hoàng thái tử Lê Nguyên Long kế vị, tức vua Lê Thái Tông, ông chịu cố mệnh phụ chính.
Năm 1434, niên hiệu Thiệu bình thứ nhất, do là bậc có công đầu, ông làm thủ tướng.
Lê Sát ghét Tư khấu Lê Nhân Chú nên đã vu cáo để giết đi, lại ngờ em của Nhân Chú là Lê Khắc Phục oán mình, nên xin đoạt quyền hành của Khắc Phục. Lê Khắc Phục bị bãi chức Nam đạo Hành khiển, cho làm Phán đại tông chính, cho coi việc hành ngục. Do đó các công thần đều sợ, lại thêm ông dùng hình phạt quá nghiêm khắc tàn bạo
Tháng 4 âm lịch năm 1434, giám sinh Nguyễn Đức Minh theo gia đình đến trường giám, thấy có lá thư nặc danh dán ở trên tường ngôi chùa bên đường, lá thư viết rằng Đại tư đồ Lê Sát và Đô đốc Lê Vấn cùng lập mưu giết Lê Nhân Chú. Giám sinh Nguyễn Đức Minh nói bô bô gọi mọi người đến xem rồi xé bỏ, vứt xuống nước. Có người tốt cáo chuyện đó, Lê Sát ngờ rằng giám sinh họ Nguyễn viết, đem tra khảo, Đức Minh không chịu nhận. Hình quan cho rằng tội trạng không rõ ràng nên Đức Minh chỉ bị đi đày và tịch biên tài sản.
Uy Viễn quân nhân Nguyễn Bẩm, trung quân thiết đột Trình Thọ Lộc, chuyên làm nghề rủ trộm những kẻ kẻ nô tì nhà nước để ban cho các quan, tư mã Đinh Liệt bắt được, đem tâu. Hiện giờ nô tì của nhà nước bỏ trốn nhiều. Lê Sát giận lắm, sai hình quan tra tấn ngay giữa điện đình rồi đem chém.
Tháng 5 âm lịch năm 1434, triều đình làm chùa Báo Thiên, việc thổ mộc nặng nề, có người thợ tên Cao Sư Đãng làm việc khó nhọc, nói vụng rằng Thiên tử thì không có đức để đến hạn hán, đại thần thì ăn của đút, cử dùng người không có công lao, có gì là thiện đâu mà làm chùa to thế. Có người cáo giác, quan Thẩm hình viện Nguyễn Đình Lịch đề nghị chém. Nguyễn Thiên Hựu và Bùi Cầm Hổ tâu xin miễn tội chết cho người này. Vua Thái Tông sắp nghe theo, Lê Sát nói:Trước kia nghe lời bọn Thiên Hựu, không giết Nguyễn Đức Minh đến nỗi chúng bỏ thư nặc danh vu nhau, nay muốn tha người này thì làm sao cho người khác răn sợ. Thiên Hựu không dám nói nữa, bén đem chém.
Quan đồng tri Bắc đạo Bùi Ư Đài xin chọn những bậc kỳ lão vào hầu để khuyên răn nhắc bảo vua, bên ngoài đặt chức sư phó để chỉ huy trăm quan. Lê Sát giận lắm. xin giao Ư Đài cho ngục quan xét hỏi, ghép vào tội ly gián vua tôi. Vua Lê Thái Tông không nghe, Lê Sát tâu 4 lần, Thái Tông đều không nghe. Các đại thần Nguyễn Thiên Hựu, hữu bật Lê Văn Linh đều nghe lời Lê Sát, nhà vua bất đắc dĩ phải đày Bùi Ư Đài, trong lòng vua bắt đầu ghét Lê Sát.
Lúc Lê Thái Tông mới lên ngôi, vua Chiêm Thành đem quân dòm ngó biên giới Đại Việt, không lâu sau lại rút về. Đến tháng 9 âm lịch năm 1434, Chiêm Thành mang thư và lễ vật sang cống để cầu hòa thân. Đại tư đồ Lê Sát hỏi: "Nước ngươi vào trộm đất ta, bắt bớ dân chúng ở châu Hóa là cớ làm sao?". Sứ thần trả lời: "Vua nước tôi nghe tin Tiên đế băng hà, nay Hoàng đế lên ngôi, hai nước chưa trao đổi sứ thần, cũng chưa tin hẳn, nên sai tướng quân đến đầu địa giới hỏi thăm tin tức. Tướng quân tự tiện làm trái lời dạy bảo, bắt trộm 6 người của châu Hóa đem về. Vua nước tôi giận lắm, xử tội tất cả (những người vào cướp châu Hóa) từ đại tướng trở xuống đều bị chặt chân, rồi đưa người bị bắt giao trả cho Tổng quản Hóa Châu, không dám xâm phạm đến". Lê Sát biết lời này không thật, nhưng thấy Chiêm Thành đã muốn thần phục, nên không tra xét nữa.
Tháng 6 âm lịch năm 1434, Lê Sát làm xong chùa Thanh Đàm và Chiêu Độ gồm hơn 90 gian, vô cùng tráng lệ. Nhà vua thấy Lê Sát là người có công lớn, truy phong hai đời (cha và ông nội) của Lê Sát.
Tháng 6 năm 1435, Lê Sát cùng các đại thần thấy vua mới 13 tuổi, hàng ngày cùng với bọn hầu cận chơi trong cung, muốn chọn những kẻ túc nho vào để khuyên bảo vua. Họ cử Hành khiển thừa chỉ Nguyễn Trãi, Trung thư thị lang Trình Thuấn Du và văn thần năm, sáu người cùng với vài ba đại thần chia phiên nhau vào hầu Kinh diên. Vua Lê Thái Tông trả lại tờ tâu không nhận.
Năm 1435, Lê Sát lại tâu Lê Thái Tông phải giết hoạn quan Nguyễn Cung mà Thái Tông ưa dùng. Thái Tông không nghe theo.
Lê Thái Tông lên 14 tuổi, sai người cưỡi voi đấu với sơn dương, sơn dương bị cùng quẫn, lấy sừng húc bừa vào voi, voi sợ chạy, ngã xuống giếng chết. Lê Sát, Lê Ngân, Phan Thiên tước tới can, vua lặng im.

### Cái chết
Năm 1437, Thái Tông đã lớn và biết xử lý công việc. Tháng 6 năm đó, vua bàn với các cận thần muốn triệu Trịnh Khả là người từng bị Lê Sát đuổi ra làm quan ở ngoài về kinh giữ chức Đồng tổng quản, cầm cấm binh để kiềm chế bớt quyền hành của ông.
Lê Sát còn chưa biết vua Thái Tông đối phó với mình, lại vào triều tâu:
Nếu Trịnh Khả được vào hầu trong cung cấm, thì sợ sẽ làm hại thần
Thái Tông im lặng bỏ vào trong. Mấy hôm sau, các cận thần của vua làm sớ tâu Lê Sát chuyên quyền, tội không thể dung tha được. Vua nhận sớ tâu, sai bắt ông, giao cho hình quan xét hỏi. Lê Sát tâu rằng:
Nay buộc cho thần cái tội chuyên quyền, thế là tội của thần do tiên đế ban cho.
Lê Văn Linh và Lê Ngân muốn tâu đỡ tội cho ông, nhưng vua Thái Tông không nghe, hạ chiếu nói:
"Lê Sát tự chuyên giữ quyền bính, ghen người tài, giết Nhân Chú để tự ra oai của mình, truất Trịnh Khả để người ta phục, bãi chức của Ư Đài khiến đình thần không ai dám nói, đuổi Cầm Hổ ra nơi biên thùy để gián quan phải ngậm miệng. Xem những việc làm ấy đều không phải là đạo làm tôi. Nay muốn khép vào luật hình để tỏ rõ phép nước, song vì là đại thần cố mệnh, có công với nhà nước, đặc cách khoan tha, nhưng phải bãi chức tước."
Sau đó Thái Tông bắt giam người cùng phe Lê Sát là Đặng Đắc, cho Bùi Ư Đài được phục chức, triệu Bùi Cầm Hổ về kinh, cử Tư khấu Lê Ngân làm Nhập nội Đại đô đốc Quy Hóa trấn phiêu kỵ thượng tướng quân đặc tiến khai phủ nghi đồng tam ty thượng trụ quốc thay Lê Sát chấp chính.
Lê Sát hận Lê Ngân lấy mất chức của mình, nuôi nhiều võ sĩ như Lê Thảo, Lê Khản và Lê Khắc Hài, định dùng làm thích khách để mưu giết Lê Ngân. Việc đó nhanh chóng bị bại lộ.
Tháng 7 năm 1437, Lê Thái Tông ra lệnh phế truất con gái ông là Nguyên phi Lê Ngọc Dao làm dân thường, rồi ra chiếu kết tội Lê Sát và những người cùng cánh:
"Tội của Lê Sát đáng phải chết, không thể dung thứ được… Đặng Đắc là kẻ bày mưu cho Sát định hại xã tắc thì chém bêu đầu. Nguyễn Gia Mô biết chuyện mà không tố cáo thì phải lưu đày nơi xa. Còn bọn Lê Văn Linh, Lê Lĩnh, Lê Thụ, Lê Ê, Lê Hiêu đều nên theo luật trị tội, nếu gặp ân xá cũng không được tha. Lê Bang là con rể Lê Sát,... nên lưu đày nơi xa... Lê Sát nay lại ngầm nuôi bọn võ sĩ, mưu hại người trung lương, mưu kế gian giảo, đáng chém để rao."
Lê Ngân và Bùi Cầm Hổ can rằng Lê Sát là công thần, không nên chém rao, vì vậy Thái Tông ra lệnh cho ông tự tử tại nhà.
Tháng 7 năm 1437, Lê Sát tự vẫn chết tại nhà. Vợ con và điền sản của ông bị tịch thu. Những người cùng phe hoặc từng nói đỡ tội cho ông cũng bị phạt: Tham đốc Lê Văn Linh bị giáng xuống làm Tả bộc xạ, Điện tiền đô kiểm điểm Lê Ê bị giáng xuống làm Đồng tổng quản lộ Quy Hóa. Hai người cùng bị truy đoạt tấm biển "công thần" được ban cho từ thời Lê Thái Tổ.
Năm 1453, Lê Nhân Tông đại xá, cấp cho con cháu ông 100 mẫu ruộng quan điền. Năm 1484, vua Lê Thánh Tông truy tặng ông chức Thái bảo, Cảnh quốc công.

## Nhận định
Trong các bộ sử biên soạn vào thời Lê như Đại Việt Sử ký Toàn thư và Đại Việt thông sử, Lê Sát được ca ngợi là người có công lớn trong việc khôi phục Đại Việt sau 10 năm đô hộ của nhà Minh:
| “                         | Buổi đầu vua kinh dinh bốn phương, phía Bắc đánh giặc Minh, phía tây đuổi Ai Lao, tránh chỗ thực, đánh chỗ hư, đến đâu được đấy, chỉ có võ thần là bọn Lê Thạch, Lê Lễ, Lê Sát, Lê Vấn, Lê Ngân, Lê Lý 30 người, văn thần là bọn Lê Linh, Lê Quốc Hưng; quân cha con thì có 200 quân Thiết đột, 200 nghĩa sĩ, 300 dũng sĩ, 4 thớt voi; còn quân khinh dũng và quân già yếu hộ vệ chỉ có 1 nghìn người mà thôi | ” |
| — Đại Việt sử ký toàn thư | |   |

| “                           | Ông là người có công đầu mở nước, bị chết không đáng tội, thiên hạ cho là oan | ” |
| — Đại Việt thông sử, Lê Sát |                                                                               |   |

| “                           | Ông hăng hái lấy việc giúp vua sửa chính sự làm trách nhiệm của mình, năng can gián cũng có giúp ích cho vua. Nhưng ông là người võ tướng không hiểu đại thể, các việc thường theo ý riêng, tính thẳng hay làm bừa, không nghĩ đến sau. Lại là người nóng nảy. | ” |
| — Đại Việt thông sử, Lê Sát | |   |

## Hậu thế ghi công
- Đền Ngọc Lan thuộc quần thể khu di tích lịch sử Lam Kinh (căn cứ địa của cuộc khởi nghĩa Lam Sơn) cách TP.Thanh Hoá 51 km về phía Tây Bắc, thuộc xã Xuân Lam- huyện Thọ Xuân, được bộ Văn hoá Thông tin (cũ) xếp hạng là khu di tích lịch sử cấp quốc gia vào năm 1962. Đền hiện thờ Công chúa Lê Thị Ngọc Lan và bảy vị Công thần Khai quốc của nhà Lê; đó là các vị đại thần Lưu Nhân Chú, Phạm Vấn, Lê Sát, Lê Ngân, Nguyễn Lý, Lê Văn Linh và Bùi Quốc Hưng.[41]